# エイミー・マンソン
エイミー・マンソン（Amy Manson, 1985年9月9日 - ）は、スコットランドの女優。

## 出演作品
- ビーイング・ヒューマン シーズン2
- アガサ・クリスティー ミス・マープル5「蒼ざめた馬」（ジンジャー・コリガン）
- SEXとアートと美しき男たち（リジー・シダル）
- エンパイア・オブ・エイプス
- パンプキンヘッド 禁断の血婚（英語版） Pumpkinhead: Blood Feud (2007) （テレビ映画）
- ホワイト・プリンセス エリザベス・オブ・ヨーク物語 The White Princess (2017)
- DOOM/ドゥーム:アナイアレーション Doom: Annihilation (2019)
- ザ・ネバーズ The Nevers (2021)
- スペンサー ダイアナの決意 Spencer (2021)